# Годишња доба Жељке, Вишње и Бранке
„Годишња доба Жељке, Вишње и Бранке“ је југословенски филм из 1979. године. Режирао га је Петар Креља, који је писао и сценарио за филм.

## Радња
Омнибус састављен од три приче - Усвојење, Ферије и Пробни рок, у којима се прате исечци из живота младих штићеница социјалне установе за децу и младе без родитеља.

## Улоге
| Глумац            | Улога |
| ----------------- | ----- |
| Борис Бузанчић    |       |
| Вања Драх         |       |
| Марија Фабрис     |       |
| Татјана Ивко      |       |
| Санда Лангерхолц  |       |
| Лела Маргитић     |       |
| Марина Немет      |       |
| Рајка Русан       |       |
| Славко Штимац     |       |
| Звонимир Торјанац |       |